# Annika Jönsson
Annika Jönsson, född 13 december 1996, är en svensk stavhoppare. Hon tog silver på SM 2017, och igen silver på inomhus SM 2024. Hennes yngre systrar Linnea och Gabriella tävlar också i stavhopp.